# Ehenichtigkeit (Kirchenrecht)
Das Ehenichtigkeitsverfahren nach dem kanonischen Recht (umgangssprachlich auch Eheannullierung genannt) ist ein Verfahren, in dem vom zuständigen Gericht der katholischen Kirche die kirchenrechtliche Nichtigkeit der Ehe überprüft wird. Mit positivem Urteil („constat de nullitatis“) wird rechtswirksam festgestellt, dass die auf Wunsch einer oder beider Parteien überprüfte Ehe aus kirchlicher Sicht aufgrund der Ungültigkeit der Eheschließung nach katholischem Eherecht nicht gültig zustande gekommen ist. Die Nichtigkeitserklärung ist also keine Auflösung einer bestehenden Ehe, sondern die Feststellung der Tatsache, dass nach katholischem Verständnis von Anfang an keine gültige Ehe bestand, weil dem Eheabschluss eines der nach katholischem Verständnis konstitutiven Wesensmerkmale fehlte. Der Prozess wird  gemäß der aktuell gültigen Eheprozessordnung Dignitas connubii (DC) in der Regel schriftlich geführt und der Gerichtshof besteht immer aus einem Kollegium von mindestens drei Richtern (Art. 48 DC) und dem Ehebandverteidiger (Art. 53).

## Bedeutung
Eheverfahren sind mit großem Abstand die bedeutendste Verfahrensart in der Praxis der katholischen Kirchengerichte. Weltweit werden jährlich ca. 72.000 Ehenichtigkeitsprozesse geführt; 2013 wurden 47.000 Ehen auf diesem Weg für ungültig erklärt. Dabei fallen allerdings große Unterschiede zwischen den verschiedenen Ländern und Ortskirchen auf. Spitzenreiter sind seit vielen Jahrzehnten die Vereinigten Staaten, wo mit leicht abnehmender Tendenz etwa 60 % der weltweit geführten kirchlichen Ehenichtigkeitsverfahren anhängig gemacht werden, obwohl dort nur 6 % der katholischen Weltbevölkerung leben. In Europa finden die meisten Verfahren in Italien, Polen und Spanien statt. In Deutschland gibt es 22 zuständige Gerichte. 2016 wurden 580 Urteile gesprochen, 90 bis 95 Prozent der zu Ende geführten Verfahren enden mit einer Nichtigerklärung. In Österreich werden pro Jahr rund 200 Ehen annulliert (Stand: 2014). Schweizweit werden pro Jahr etwa 80 katholische Ehen für ungültig erklärt.

## Ehenichtigkeitsgründe
Eine Ehe ist nach kirchlichem Recht ungültig geschlossen, wenn bei der Eheschließung
- ein Konsensmangel vorlag, das heißt etwa
  - einer der Partner sich bei der Eheschließung über wichtige Tatsachen oder Wesensmerkmale der Ehe im Irrtum befand (bspw. glaubte, die Ehe sei nach katholischem Verständnis nicht unauflöslich);
  - einer der Partner bei der Eheschließung wichtige Vorbehalte gegen die Ehe hatte (bspw. die Zeugung von Kindern von Anfang an und für immer ausschloss oder sich schon bei der Eheschließung vorbehielt, während der Ehe außereheliche Beziehungen zu führen oder sich nach gewisser Zeit scheiden zu lassen);
  - einer der Partner bei der Eheschließung gar nicht in der Lage war, die Tragweite der Handlung zu begreifen (schwerer Mangel der Urteilsfähigkeit),
  - oder die Ehe nur zum Schein eingehen wollte;
  - oder wenn die Ehe durch äußeren Zwang zustande kam
  - oder ihr künftiger Fortbestand bei der Eheschließung an eine heimliche Bedingung geknüpft war (z. B. einen Erbfall).

In diesen Fällen ist kein Ehekonsens zustande gekommen, weil rechtlich gesprochen ein Erkenntnis- bzw. Willensmangel der Beteiligten vorlag.
Außerdem kann eine Eheschließung auch unwirksam und die Ehe damit nichtig sein, wenn zwar ein einwandfreier Konsens zwischen den Brautleuten vorlag, aber andere (externe) Ungültigkeitsgründe bestanden, nämlich wenn
- eine Verletzung der Formpflicht vorlag, das heißt, dass die Ehe nicht in der kirchlich vorgeschriebenen Form oder, bei deren Nichteinhaltung, mit bischöflicher Dispens von der Formpflicht geschlossen wurde (gilt nur, sofern mindestens einer der Partner „formpflichtig“, das heißt katholisch und bei Eheschließungen bis einschließlich März 2010 außerdem zum Zeitpunkt der Eheschließung nicht aus der Kirche ausgetreten war);
- ein Ehehindernis vorlag, von dem entweder gar nicht dispensiert werden kann oder, wenn doch, tatsächlich nicht dispensiert wurde, etwa wenn
  - nahe Verwandte die Ehe miteinander eingegangen sind;
  - einer der Partner schon bei der Eheschließung zum Geschlechtsakt körperlich oder psychisch unfähig war (Beischlafsunfähigkeit, lat. impotentia coeundi; Unfruchtbarkeit allein ist dagegen nicht hinreichend);
  - oder dem Eheschließungsversuch bei einem Beteiligten das Hindernis der Weihe (Kleriker mit Zölibatsverpflichtung) oder eines öffentlichen Gelübdes eheloser Keuschheit (Ordensangehörige, geweihte Jungfrauen etc.) entgegenstand und vor der Heirat keine Dispens eingeholt wurde.

Eine Beeinträchtigung des Eheversprechens, die die Eheschließung für den kirchlichen Rechtsbereich ungültig macht, liegt nach kirchlicher Rechtsprechung ferner auch dann vor, wenn wenigstens einer der beiden Ehepartner zum Zeitpunkt der Heirat aufgrund seiner psychischen Verfassung nicht über die Fähigkeiten verfügte, die nötig sind, um eine Ehe zu schließen oder zu führen (sogenannte „psychische Eheunfähigkeit“). Auch hier wird wie bei mangelnder Urteilsfähigkeit von einem Konsensmangel ausgegangen, man spricht dann von „Eheführungsunvermögen“ im Sinne eines psychischen Mangels.

## Ehenichtigkeitsverfahren

### Ablauf
Die Entscheidung wird auf Antrag eines oder beider Ehepartner durch das diözesane Kirchengericht (Ehegerichtsbarkeit), das Offizialat, mit bischöflicher Autorität getroffen, nachdem sich dieses durch Befragung der Beteiligten und mindestens eines Zeugen (Art. 157 DC) eine entsprechende Überzeugung gebildet hat. Die Parteien können sich in dem Verfahren von Rechtsanwälten, die eine kirchenrechtliche Ausbildung besitzen, vertreten und beraten lassen. Neben den kirchlichen Richtern und dem Kirchennotar (Gerichtssekretär) ist auch ein sogenannter Ehebandverteidiger an dem Verfahren beteiligt, ein Kirchenanwalt, der die Aufgabe hat, Gründe zu finden, die für das Bestehen des Ehebandes sprechen. Das gesamte Verfahren wird schriftlich geführt. Lediglich die persönlichen Anhörungen der Parteien und Zeugen finden am Gericht durch den Vernehmungsrichter statt (Artt. 165f DC). Abschließend beraten die drei Richter über das Beweisergebnis und fällen das Urteil. Beide Parteien können zur Geheimhaltung verpflichtet werden (Art. 73 §3 DC). Für Deutschland wird meist die Formulierung gewählt, dass es nicht erlaubt ist, im Verfahren erworbenes Wissen in Zivilstreitigkeiten zu verwerten. Der Richter kann dazu den Eid abnehmen.

### Instanzenzug
Bis in das Jahr 2015 wurden alle positiven Entscheidungen von Amts wegen, das heißt ohne Einlegung von Rechtsmitteln durch die Beteiligten, von der nächsthöheren Instanz, meist dem Metropolitangericht, überprüft. In einigen Ländern dauerte das manchmal mehrere Jahre. Kam die Berufungsinstanz zu einem anderen Ergebnis als das erste Gericht, so musste eine dritte Instanz angerufen werden. Höchste Instanz für Berufungsverfahren in Ehesachen ist das päpstliche Gericht, die Römische Rota.

### Vereinfachungen
Mit dem apostolischen Schreiben Mitis Iudex Dominus Iesus („Der milde Richter Herr Jesus“) vom 15. August 2015 in Form eines Motu proprio vereinfachte Papst Franziskus das Ehenichtigkeitsverfahren. Ehen können von einem kirchlichen Gericht nun schon in erster Instanz rechtskräftig annulliert werden, eine zweitinstanzliche Entscheidung ist nicht mehr zwingend erforderlich.
Unter sehr eng gefassten Voraussetzungen kann in Fällen, in denen der Sachverhalt eindeutig und unter den Beteiligten unumstritten ist, nun auch unmittelbar der Ortsbischof als Richter tätig werden. Solche verkürzten, unmittelbar vom Bischof als Einzelrichter entschiedenen Verfahren, die innerhalb weniger Wochen abgeschlossen werden können, sind allerdings selten. Die zweite und dritte Instanz steht bei strittigen Entscheidungen weiterhin offen und kann von den Parteien oder dem Ehebandverteidiger mit dem Rechtsmittel der Berufung (Appellation) angerufen werden. Mit der Reform wurden zudem die Anforderungen des Zeugenbeweises vermindert. Außerdem wurden die Zuständigkeitsregeln dahin vereinfacht, dass die meisten Antragsteller nun das Gericht im Bistum ihres Wohnortes anrufen können.
Ein sachlich entsprechendes zweites Motu proprio (Mitis et misericors Iesus – über die Reform des kanonischen Verfahrens für Ehenichtigkeitserklärungen im Kodex der Kanones der orientalischen Kirchen) vom selben Tag regelt das neue Verfahren für die katholischen Ostkirchen. Die neue Verfahrensordnung trat am 8. Dezember 2015 in Kraft. Im Jahr darauf kam es in den deutschsprachigen katholischen Diözesen zu Vermehrungen der Verfahrensanbahnungen um 25 bis 50 Prozent.

## Rechtsfolgen der Ehenichtigkeit
Die rechtskräftige Feststellung der Nichtigkeit hat zur Folge, dass die Beteiligten nach der bürgerlichen Scheidung unter Umständen frei sind, eine neue, kirchlich gültige Ehe einzugehen.

## Abgrenzung zu anderen Eheverfahren
Zu unterscheiden ist eine Eheannullierung von der sehr selten gewährten Auflösung der Ehe zu Gunsten des Glaubens (das heißt die Auflösung einer Ehe, an der Ungetaufte beteiligt sind, unter Inanspruchnahme des Paulinischen oder Petrinischen Privilegs) sowie auch von der Auflösung der Ehe bei Nichtvollzug (die auch unter Getauften möglich ist). Anders als die bloße Feststellung der von Anfang an gegebenen Nichtigkeit führen diese Verfahren tatsächlich zur Auflösung einer gültig geschlossenen und eventuell auch vollzogenen kanonischen Ehe.

## Häufig diskutierte Probleme

### Eheführungsunvermögen
Die schwer zu beurteilende Frage der „psychischen Eheunfähigkeit“ zum Zeitpunkt der Eheschließung, die in der Praxis eine relativ große Rolle als Auffangtatbestand spielt, wenn (was häufig der Fall ist) andere Annullierungsgründe nicht greifen oder nicht zu beweisen sind, führt mitunter zu Kontroversen zwischen dem Kirchengericht und den nichtklagenden Beteiligten, die diese Feststellung als Zuschreibung betrachten und sich als „Schuldige“ diskriminiert fühlen. Zwar bemühen sich die Richter wenigstens im deutschsprachigen Raum in den meisten Fällen um eine möglichst einvernehmliche und für alle Beteiligten hilfreiche Abwicklung des Verfahrens und verstehen sich häufig auch als Seelsorger gegenüber den Betroffenen, doch kann der Wunsch, dem klagenden Partner eine neue kirchliche Heirat zu ermöglichen (in beinahe allen Fällen Anlass des Verfahrens), in den Augen des anderen, möglicherweise kirchenfernen, Partners durchaus zu einer Stigmatisierung führen, der er sich manchmal selbst dann nicht entziehen kann, wenn er die Mitwirkung an dem im Regelfall geforderten Sachverständigenverfahren verweigert. Das Gericht entscheidet gegebenenfalls auch in Abwesenheit des Betroffenen aufgrund anderer Zeugenaussagen über seinen (seinerzeitigen) „seelischen“ Zustand.

### Annullierungsgrund Impotenz
Entgegen einer verbreiteten Anschauung spielt das Ehehindernis der Impotenz (impotentia coeundi) als Annullierungsgrund in kirchengerichtlichen Eheverfahren dagegen heute kaum eine Rolle, da es sich um einen sehr schwer nachzuweisenden Tatbestand handelt, der in der Praxis extrem selten vorkommt (gefordert ist die bereits zum Zeitpunkt der Eheschließung bestehende, dauerhafte und tatsächliche Unfähigkeit der Eheleute, den Beischlaf auch nur ansatzweise miteinander zu vollziehen). Allerdings ist das Verfahren mit Zustimmung der Parteien auszusetzen, sofern Zweifel am Vollzug / Beischlaf aufkommen (Art. 153 §1). Das Nichtvollzugsverfahren, das ein echtes Scheidungsverfahren ist, weil nur die vollzogene, sakramentale unauflöslich ist, ist üblicherweise schneller in der Durchführung. Es wird in Rom geführt.

### Bürgerliche Rechtsfolgen
Anders als bei der zivilrechtlichen Ehescheidung bleibt die Frage nachehelicher Unterhaltsansprüche im kirchengerichtlichen Eheverfahren regelmäßig ausgeklammert, weil das Kirchenrecht in wirtschaftlichen Belangen auf das jeweils geltende staatliche Recht verweist. Das rein theoretische Argument, dass sich aus einer niemals existenten Ehe nach kirchlicher Logik an sich auch keine Rechtsfolgen ergeben dürften, fällt demzufolge zumindest in Rechtsordnungen, die eine Trennung zwischen bürgerlichem und kirchlichem Eherecht kennen, nicht ins Gewicht. Auch Länder wie Polen, Griechenland, Spanien oder Portugal, wo eine römisch-katholisch geschlossene Ehe ohne zusätzliche zivile Eheschließung als zivilrechtlich wirksame Ehe anerkannt wird, sehen hinsichtlich der Rechtsfolgen der Ehe (etwa Unterhaltspflichten) eigene staatliche Regelungen vor, die ergänzend zum kirchlichen Recht Wirksamkeit erlangen. Im Übrigen muss man auch dort, wo in Ermangelung einer staatlichen Regelung nach kirchlichem Recht über Unterhaltsfragen entschieden werden müsste, prinzipiell davon ausgehen, dass die Verpflichtung zur Unterstützung des bedürftigen Partners auch durch eine Putativehe entstanden sein kann. Immerhin gelten die in einer solchen Ehe geborenen Kinder nach der Feststellung der Ehenichtigkeit auch kirchenrechtlich weiterhin als ehelich. In einzelnen Ländern mit katholisch geprägter Rechtsordnung, bekannteste Beispiele sind Malta und Italien, führt die Annullierung einer katholisch geschlossenen Ehe jedoch auch heute noch automatisch zur bürgerlich-rechtlichen Nichtigkeit und somit zum rückwirkenden Erlöschen sämtlicher zivilrechtlichen Ansprüche aus der Ehe; in Italien wird dies bisweilen dazu genutzt, um sich den nachehelichen Unterhaltsverpflichtungen zu entziehen.